# Wonosri
Wonosri is een bestuurslaag in het regentschap Purworejo van de provincie Midden-Java, Indonesië. Wonosri telt 1091 inwoners (volkstelling 2010).